# بد هارینش
بد هارینش (به آلمانی: Bad Häring) یک منطقهٔ مسکونی در اتریش است که در ناحیه کوفستاین واقع شده‌است. بد هارینش ۹٫۲۸ کیلومتر مربع مساحت دارد ۶۵۰ متر بالاتر از سطح دریا واقع شده‌است.